# 国家广播电视总局监管中心
国家广播电视总局监管中心是国家广播电视总局的直属事业单位，是广电总局负责监测各媒体各渠道各节目的单位。

## 历史沿革
2011年底国家广播电影电视总局监管中心成立。该中心成立之时，整合了原来广电总局的广播电视监测中心、收听收看中心、安全播出调度中心、信息网络视听节目监管中心和中视卫星公司五个单位。持续开展“监听”、“监看”工作，定期或不定期发布《收听收看日报》、《收听收看专报》、《收听收看清样》、《收听收看专刊》等报告材料，对于“发现”的“问题”通知播出单位“纠正”。
2013年，国家广播电影电视总局与原新闻出版总署合并成立国家新闻出版广电总局；2018年在原国家新闻出版广电总局广播电视管理职责的基础上组建了国家广播电视总局，中心的归属也发生了调整。

## 收听收看日报
《收听收看日报》是监管中心对收听收看工作情况和“发现”的“问题”，每日发出的报告材料。除每日的《收听收看日报》外，还有围绕主题的《收听收看专报》、围绕专题的“内参”《收听收看清样》、以及向全国各有关单位发行的《收听收看专刊》。这些报告材料呈交广电总局领导，而后领导做出的批示，由监管中心转给被批评的单位；被批评的单位要将整改意见反馈给监管中心。